# Sẻ đen
Sẻ đen, tên khoa học Nigrita, là một chi chim trong họ Chim di (Estrildidae).

## Các loài
- - Sẻ đen ngực trắng, Nigrita fusconotus
  - Sẻ đen ngực nâu, Nigrita bicolor
  - Sẻ đen trán nhạt, Nigrita luteifrons
  - Sẻ đen đầu xám, Nigrita canicapillus